# تاشريك موريس
تاشريك موريس (بالإنجليزية: Tashreeq Morris)‏ (13 مايو 1994 جنوب أفريقيا - ) هو لاعب كرة قدم جنوب أفريقي، يلعب كمهاجم، شارك في كرة القدم في الألعاب الأولمبية الصيفية 2016.

## روابط خارجية
- تاشريك موريس على موقع قاعدة بيانات كرة القدم.إي يو (الإنجليزية)
- تاشريك موريس على موقع Soccerway.com (الإنجليزية)
- تاشريك موريس على موقع أوليمبيديا (الإنجليزية)